# Davayé
Davayé település Franciaországban, Saône-et-Loire megyében. Lakosainak száma 680 fő (2022. január 1.). Davayé Prissé, Charnay-lès-Mâcon, Solutré-Pouilly és Vergisson községekkel határos.

## Népesség
A település népességének változása:
| Lakosok száma | 671  | 670  | 797  | 694  | 697  | 700  | 705  | 694  | 680  |
|               | 2013 | 2015 | 2016 | 2017 | 2018 | 2019 | 2020 | 2021 | 2022 |